# Cierzo

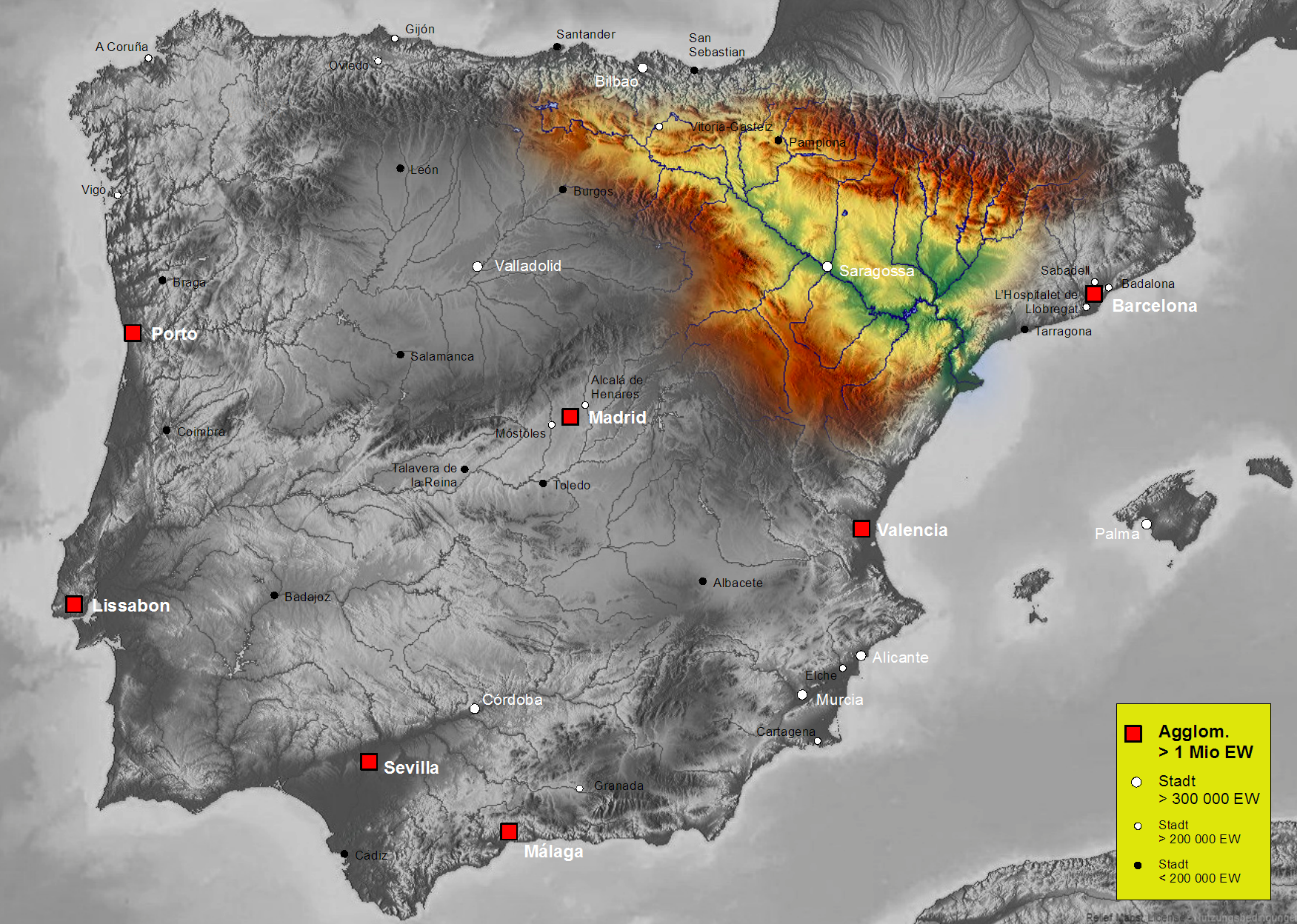
Das Ebrotal und sein Wassereinzugsgebiet im Norden Spaniens

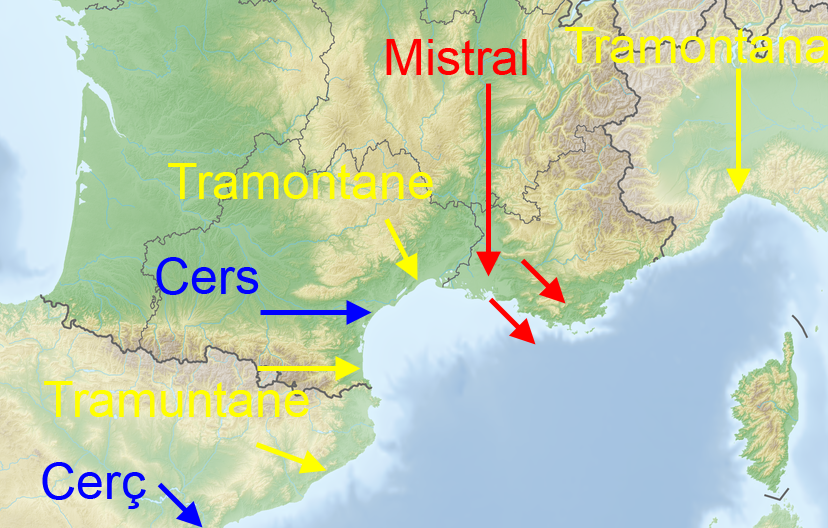
Der Cierzo, hier mit seinem katalanischen Namen Cerç, bläst wie der Mistral und der Cers durch ein Tal zum Mittelmeer hin.

Der Cierzo (spanisch) oder Cerç (katalanisch) oder Mestral ist ein kalter, trockener und böiger Wind, der durch das Tal des Ebro im Nordosten Spaniens Richtung Mittelmeer bläst. Er kann durch lokale Druckunterschiede oder auch durch Druckunterschiede zwischen dem Mittelmeer und der Biskaya entstehen; ebenso wirken starke Mistral-Wetterlagen in Südfrankreich auslösend. Durch Kanalisierung im Ebrotal entsteht dann eine Strömung aus westnordwestlicher Richtung. Der Meteorologe und Segler Dieter Karnetzki erwähnt den Cierzo in einem Atemzug mit dem Mistral und nennt die Mündung des Ebro zwischen Tortosa und Tarragona „eine Gegend, die Sportbooten schon Sorgen bereiten kann“. Er ist stark genug, um in manchen Gegenden Pflanzenwuchs zu verhindern, etwa in der Halbwüste Bardenas Reales, und führt zu klaren, regenfreien Tagen. Der Cierzo weht durchschnittlich an 95 Tagen im Jahr.
Eine wissenschaftliche Arbeit von 2023 schlägt folgende Definition für den Cierzo vor: Eine Windgeschwindigkeit von mindestens 5,6 m/s, etwa 20 km/h, bei einer Windrichtung aus Westnordwest (285–315°, 0° ist dabei Norden) an einem beliebigen Punkt des Ebrotals für mindestens sechs Stunden am Tag. Eine Auswertung von Satellitendaten ergab bei einem Vergleich von Reus am Mittelmeer mit Saragossa, in etwa in der Mitte zwischen Mittelmeer und Atlantik, das der Cierzo in Reus mit durchschnittlich 9,1 m/s zwar schneller ist als in Saragossa mit 8,4 m/s, er in Saragossa aber an 124 Tagen im Jahr bläst, in Reus aber nur an durchschnittlich 14,5 Tagen. An den meisten Stellen im Ebrotal weht der Cierzo an mehr als einem Viertel der Tage, in manchen Gegenden sogar um 40 % des Jahres, so auch in Saragossa. Hier kommt er häufiger im Sommer vor, in Reus dagegen häufiger im Winter.